# 4-Methylbenzylchlorid
4-Methylbenzylchlorid ist eine chemische Verbindung aus der Gruppe der aromatischen Halogenkohlenwasserstoffe.

## Gewinnung und Darstellung
4-Methylbenzylchlorid kann durch Reaktion von 4-Methylbenzylalkohol mit Tosylchlorid gewonnen werden.

## Eigenschaften
4-Methylbenzylchlorid ist eine brennbare, schwer entzündbare, feuchtigkeitsempfindliche, farblose bis gelbliche Flüssigkeit mit stechendem Geruch, die praktisch unlöslich in Wasser ist.

## Sicherheitshinweise
Die Dämpfe von 4-Methylbenzylchlorid können mit Luft ein explosionsfähiges Gemisch (Flammpunkt 75 °C, Zündtemperatur > 600 °C) bilden.